# Farn-Sasan
Farn-Sasan var den siste kungen i det Indo-parthiska kungadömet där han styrde över regionen Sistan mellan 210 och 226. Han nämns inte i litterära källor och är endast känd genom de mynt han lät prägla. Farn-Sasan besegrades av den sasanidiske kungen Ardashir I Papagan år 226.